# 시아노 (래퍼)
시아노는 대한민국의 가수다. 2015년 싱글 《Sorry, You Can't Sleep Tonight》으로 데뷔했다.

## 방송
- 쇼미더머니 777 (2018) - Top60

## 음반
- Sorry, You Can't Sleep Tonight (2015)
- Windsurfin' (2018)

### XII
- 가식Boy (2016)
- SPRING (2017)